# Abacidus permundus
Abacidus permundus är en skalbaggsart som beskrevs av Thomas Say 1834. Abacidus permundus ingår i släktet Abacidus och familjen jordlöpare. Inga underarter finns listade i Catalogue of Life.